# Dorfkirche Zehlendorf

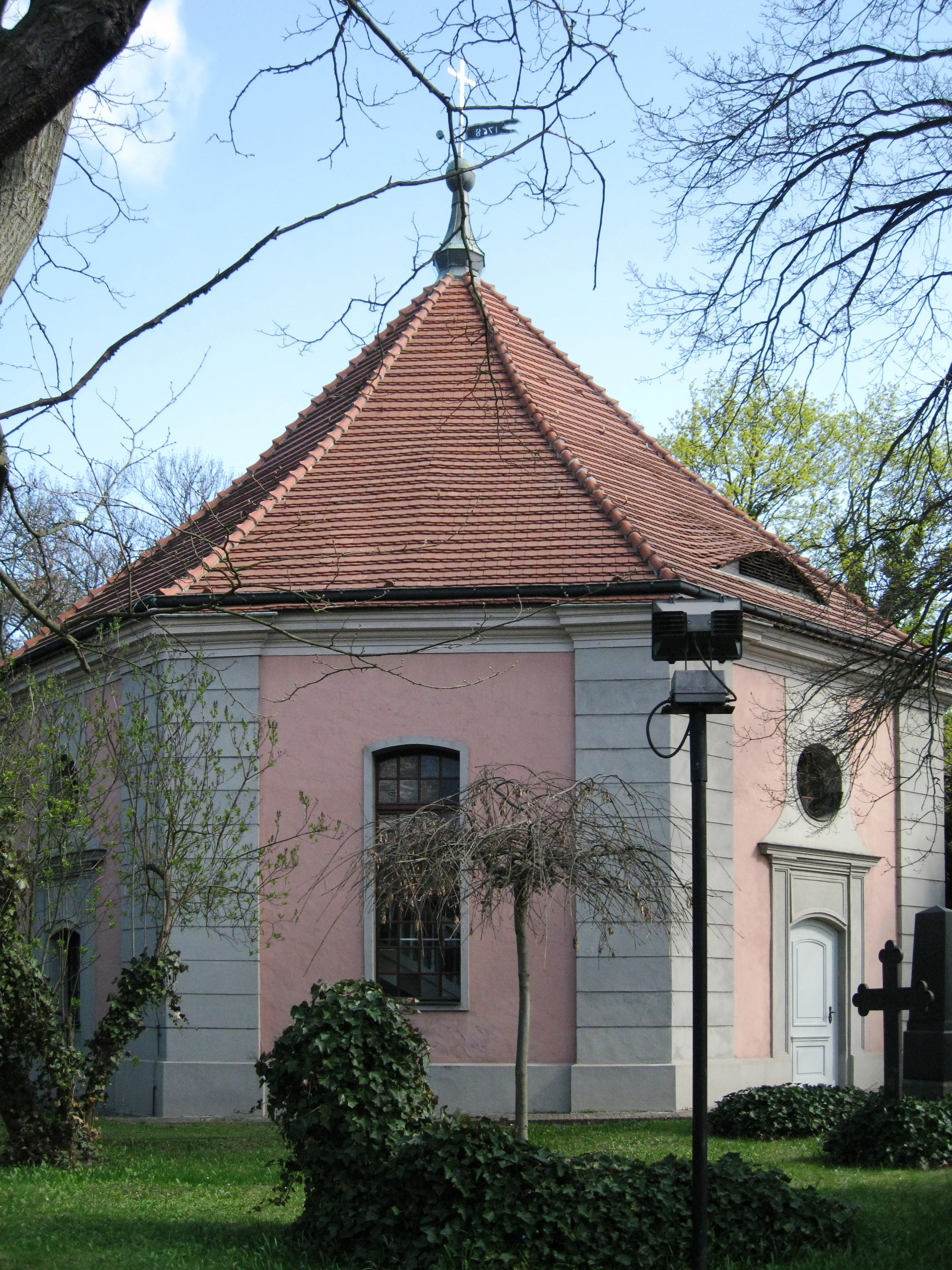
Dorfkirche Zehlendorf

Die heutige evangelische  Dorfkirche Zehlendorf steht im historischen Kern des Berliner Ortsteils Zehlendorf (Zehlendorfer Eiche) und ist eine der über 50 Dorfkirchen in Berlin. Sie wurde 1768 an der Stelle einer erstmals 1264 erwähnten mittelalterlichen Feldsteinkirche erbaut. Ihr oktogonaler Zentralbau repräsentiert einen sehr seltenen Kirchentyp unter den Dorfkirchen der Mark Brandenburg. Nach der Einweihung der Paulus-Kirche 1905 wurden in der Dorfkirche bis 1953 keine Gottesdienste mehr abgehalten. Die Kirche steht unter Denkmalschutz.

## Mittelalterlicher Vorgängerbau

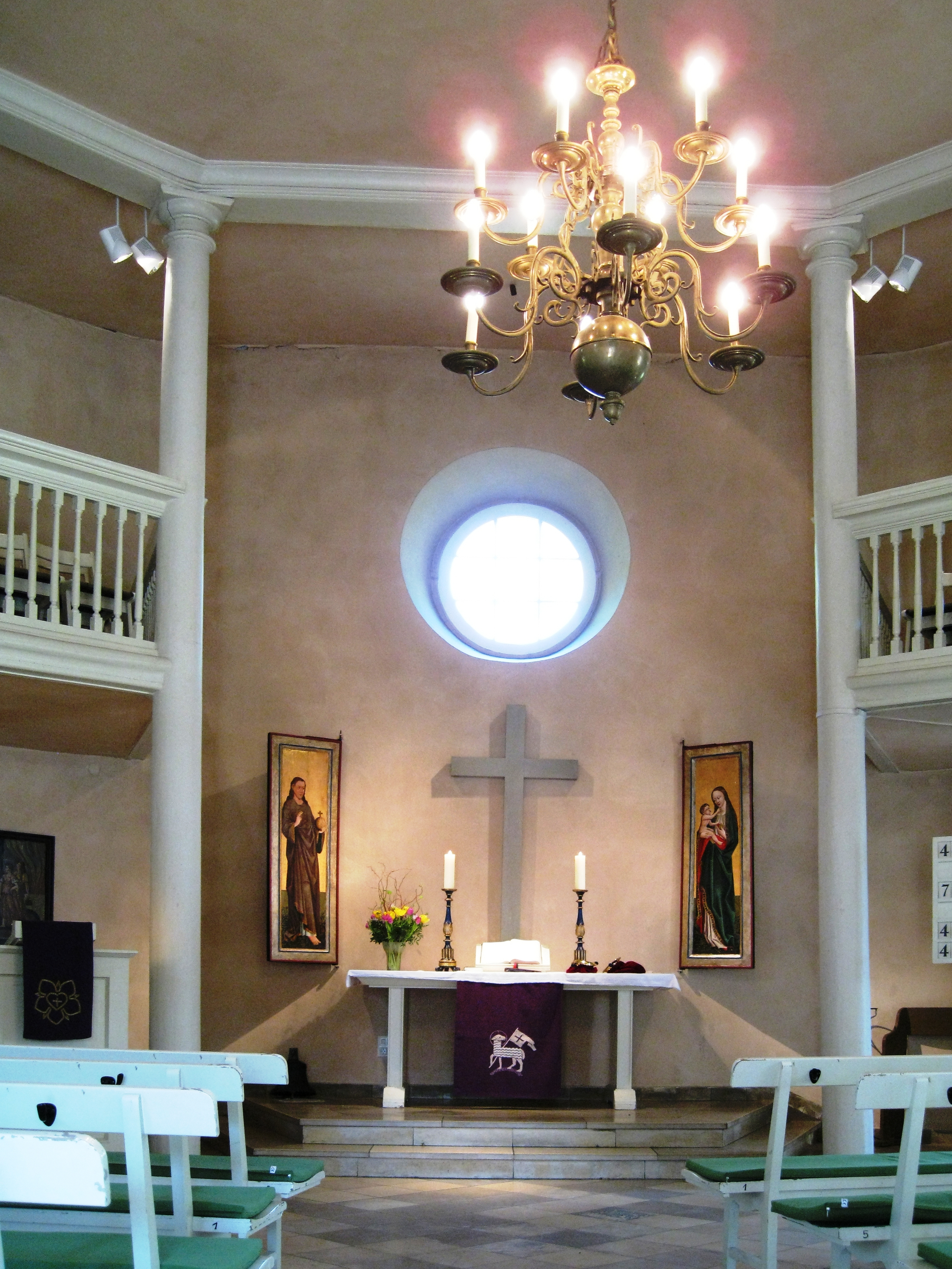
Altar der Dorfkirche Zehlendorf

Um 1230 wurde Zehlendorf als breites Straßendorf gegründet. Wie üblich wurde wohl zunächst in der Dorfmitte eine Kirche aus Holz errichtet, auf der westlichen Seite der Dorfstraße. Diesem hölzernen Erstbau wird um 1250 eine Dorfkirche aus Stein gefolgt sein. Denn angeblich wurde 1264 urkundlich eine Dorfkirche erwähnt, die einen Klutturm hatte (niederdeutsch klut = ‚Klotz‘). Es dürfte sich um eine um 1250 erbaute vierteilige Apsiskirche aus Feldsteinquadern mit schiffsbreitem Querturm gehandelt haben.
Anmerkung
Im Mai 1732 begrüßte Friedrich Wilhelm I., König in Preußen, vor der Zehlendorfer Dorfkirche aus Salzburg vertriebene Exulanten mit den Worten „Mir neue Söhne – Euch ein mildes Vaterland“.

## Heutiges Kirchengebäude
Als das Dorf 1760 im Siebenjährigen Krieg geplündert wurde, blieb die Kirche als Ruine zurück. Friedrich II. widmete sich nach Ende des Krieges dem Wiederaufbau seines Landes. Nach der Überlieferung erschien ihm beim Pferdewechsel auf dem Weg zwischen den Residenzen Berlin und Potsdam in Zehlendorf der Anblick der Kirchenruine als Schandfleck. So ließ er sie 1767 abbrechen und unter seinem Patronat eine neue repräsentative Kirche errichten. Er stellte neben dem Bauholz auch 6000 Taler zur Verfügung. Die neue Kirche hatte einschließlich der Empore fast 300 Sitzplätze. Im ganzen Dorf lebten um diese Zeit weniger als 300 Menschen.
Der 1768 errichtete Ersatzbau der Dorfkirche Zehlendorf hatte für eine märkische Dorfkirche einen ungewöhnlichen Grundriss: ein Zentralbau in Form eines Oktogons. Warum der König gerade diesen Grundrisstyp wählte, ist nicht bekannt. Die Kirche erschien so ungewöhnlich und klein, dass sich eine Sage darum rankte. Der Baumeister habe Gelder unterschlagen, mit denen er geflüchtet sei, sodass das restliche Geld nur noch für einen kleinen Bau ausreichte. Die Sage ist insoweit gerechtfertigt, dass es tatsächlich zu einer Unterschlagung gekommen war, aber hinsichtlich der Sitzkapazität (300 Sitze) ist die Kirche nicht kleiner als konventionelle Bauten. Auch in Schöneberg hatte der König die kriegszerstörte Dorfkirche erneuern lassen; dort wählte er den Grundriss einer klassischen Saalkirche (mit Quadratturm und Sakristei).
Nachdem im Zweiten Weltkrieg der Außenputz der Kirche nahezu ganz abgefallen war, kam in seinem Ziegelmauerwerk ein großer Anteil von Feldsteinen zum Vorschein, die bereits in der Vorgängerkirche verbaut gewesen waren. Der Architekt der achteckigen Barockkirche kam vermutlich aus dem königlichen Baubüro in Potsdam. 
Angesichts der wachsenden Bevölkerung reichte die Dorfkirche nicht mehr. Die Zehlendorfer Kirchengemeinde baute 1903 bis 1905 die große Pauluskirche in der Kirchstraße. Die Dorfkirche diente fortan nicht mehr als Gottesdienststätte. Die Gemeinde förderte die Dorfkirche, obwohl sie mit der Einweihung der Pauluskirche keine Funktion mehr hatte. Nach einem Umbau 1912 wurde sie bis zur Fertigstellung des Gebäudes am Teltower Damm 1930 als Gemeindehaus der Paulusgemeinde genutzt.
In den späten 1930er Jahren wurde an eine erneute Nutzung als Kirche gedacht, weil sie nach der damaligen nationalsozialistischen Ideologie als Volkskirche betrachtet wurde. Der Gemeindekirchenrat stellte Haushaltsmittel für Sanierungsmaßnahmen bereit. Die Renovierungsarbeiten sollten zusätzlich staatlich gefördert werden und der gesamte Innenraum in barocker Form nachempfunden werden. Es war vorgesehen den barocken Kanzelaltar aus der Dorfkirche Lankwitz zu übernehmen. Anfang 1939 nahmen die Behörden ihre finanziellen Zusagen zurück. Die Dorfkirche blieb während der Kriegsjahre eine angefangene Baustelle. Der nach 1945 sichtbare Verfall war nicht durch Kriegseinwirkungen verursacht. Die ersten Reparaturarbeiten erfolgten 1951. Spendenaktionen und die Hilfe des Senats von Berlin erbrachten einen finanziellen Grundstock für die Rettung der Dorfkirche, die am 1. Advent 1953 durch Bischof Otto Dibelius neu geweiht wurde.
Das Äußere der Kirche ähnelt der Gestaltung von 1768, Glattputzflächen zwischen Lisenen an den Kanten des Achtecks. Bei der Wiederherstellung wurden die Ecklisenen quaderförmig geputzt. 1953 wurden hohe Segmentbogenfenster eingezogen und die Portalanlage mit dem Ochsenauge über der Kirchentür versehen. Auch die in zwei Geschosse geteilten Fassadenachsen mit einem Ochsenauge oben und einem niedrigen Segmentbogenfenster darunter gibt es erst seit der Restaurierung.
Mit Stand 2017 ist der Dachstuhl von Hausschwamm geschädigt oder Balken fehlen ganz. Das Gewicht des Daches drückt die Mauern auseinander, Risse im Mauerwerk sind die Folge. Der Dachstuhl droht auseinanderzubrechen. Neben den Sanierungen am Mauerwerk soll auch der Friedhof wieder begehbar gemacht werden.

## Vorübergehend vorhandener Turm
Bis 1788 schloss das achtseitige Zeltdach mit einem laternenartigen Zentralturm ab, in dem zwei Glocken hingen. Eine Bronzeglocke, die weder Jahreszahl noch Inschrift trägt, ist mit einem romanischen Figuren- und Bänderfries verziert, deshalb wird sie auf das frühe 13. Jahrhundert datiert. Sie befindet sich seit 1912 in der Johanneskirche in Schlachtensee. Die andere Glocke stammt aus dem Jahr 1270. Der Turm war jedoch im Dachstuhlverband der Kirche unzureichend eingebunden, er hielt den Glockenschwingungen nicht stand, sodass er 1788 abgebrochen werden musste. Auf dem Kirchhof wurde ein reetgedeckter Glockenträger aus offenem Fachwerk errichtet. Die Spitze der Haube des ehemaligen Turmes, Knauf, Windfahne und Kreuz schließen das jetzige Zeltdach ab.

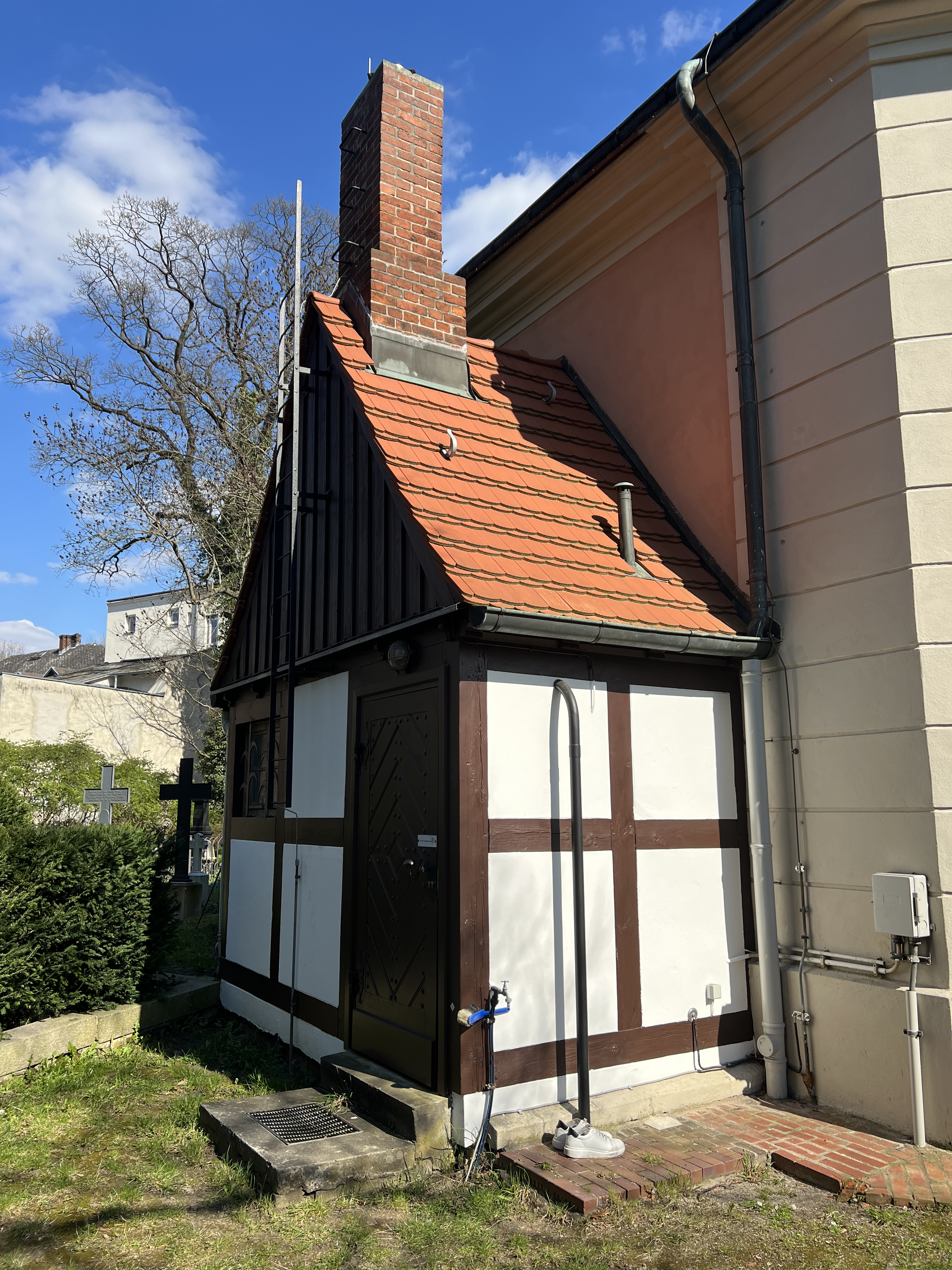
Angebaute Sakristei
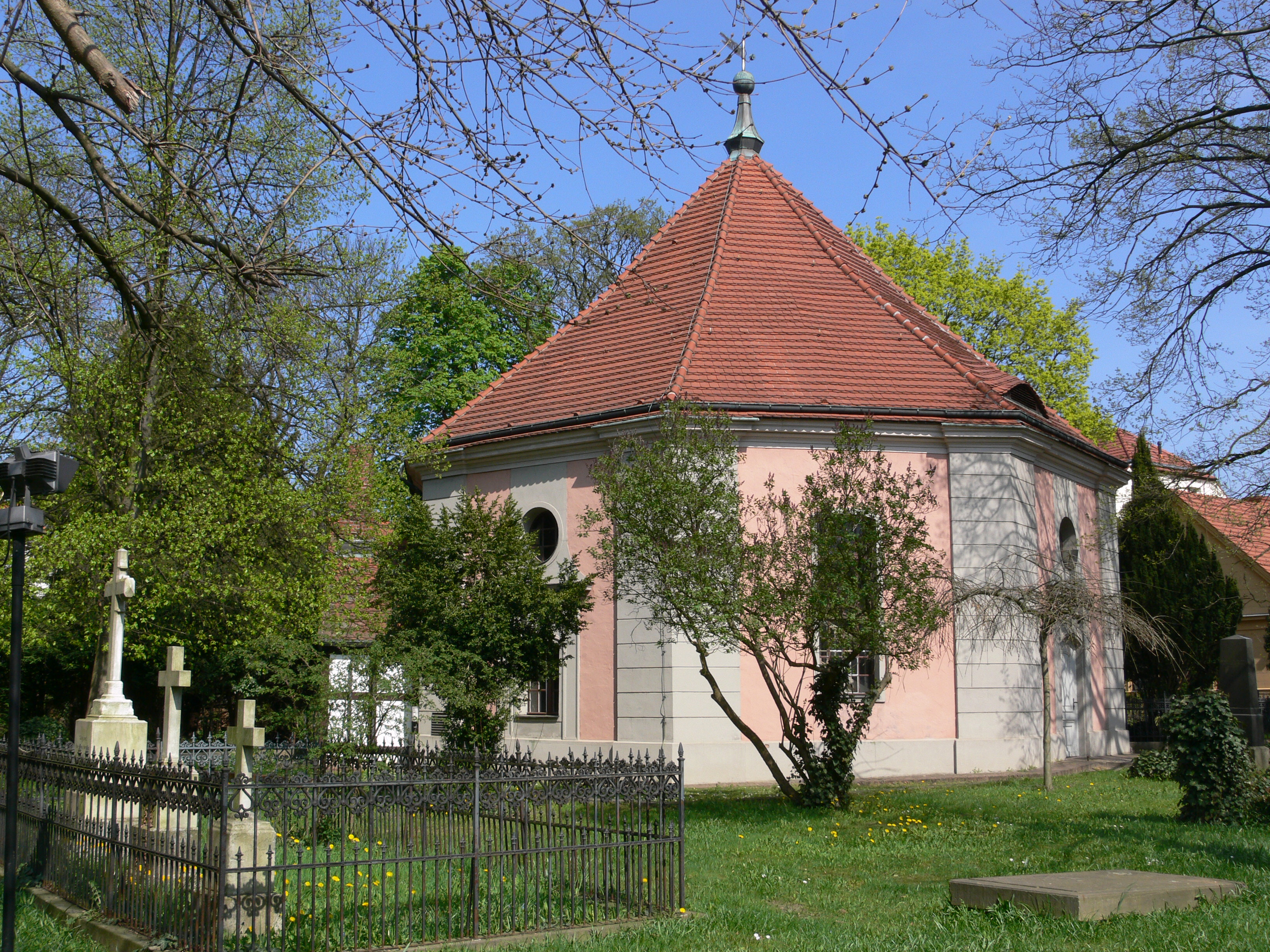
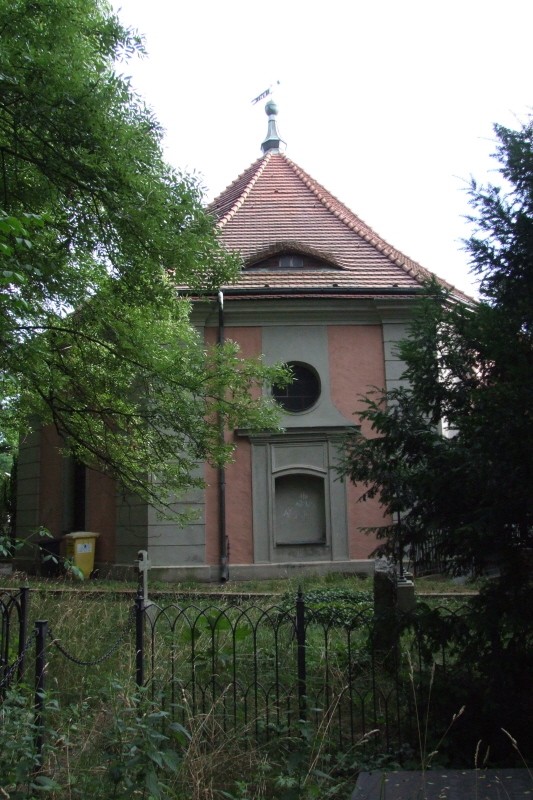
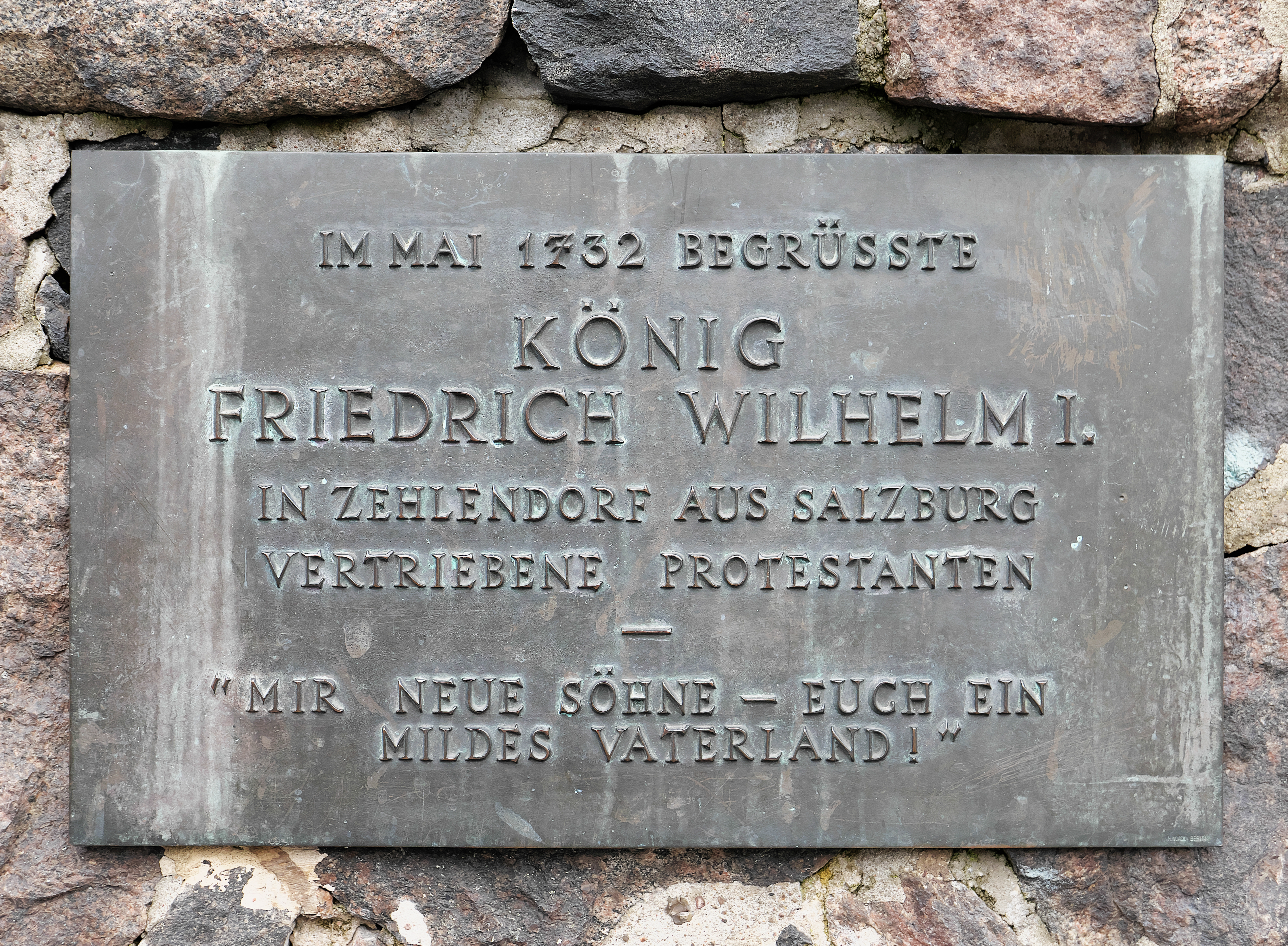
Erinnerungstafel an die Ankunft der Salzburger Exulanten
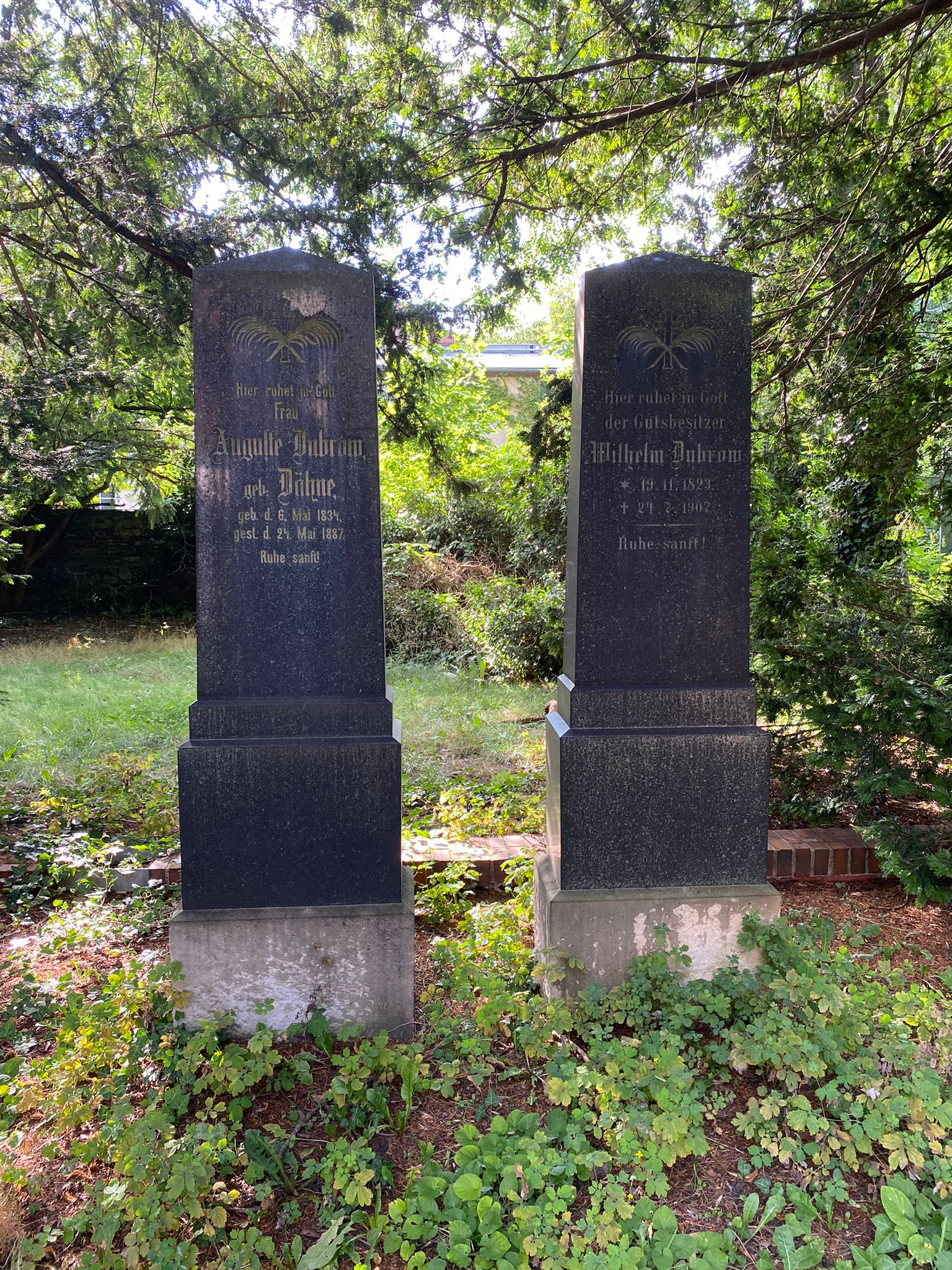
Grabstätte Wilhelm Dubrow, u. a. Gemeindevorsteher in Zehlendorf

## Inneres

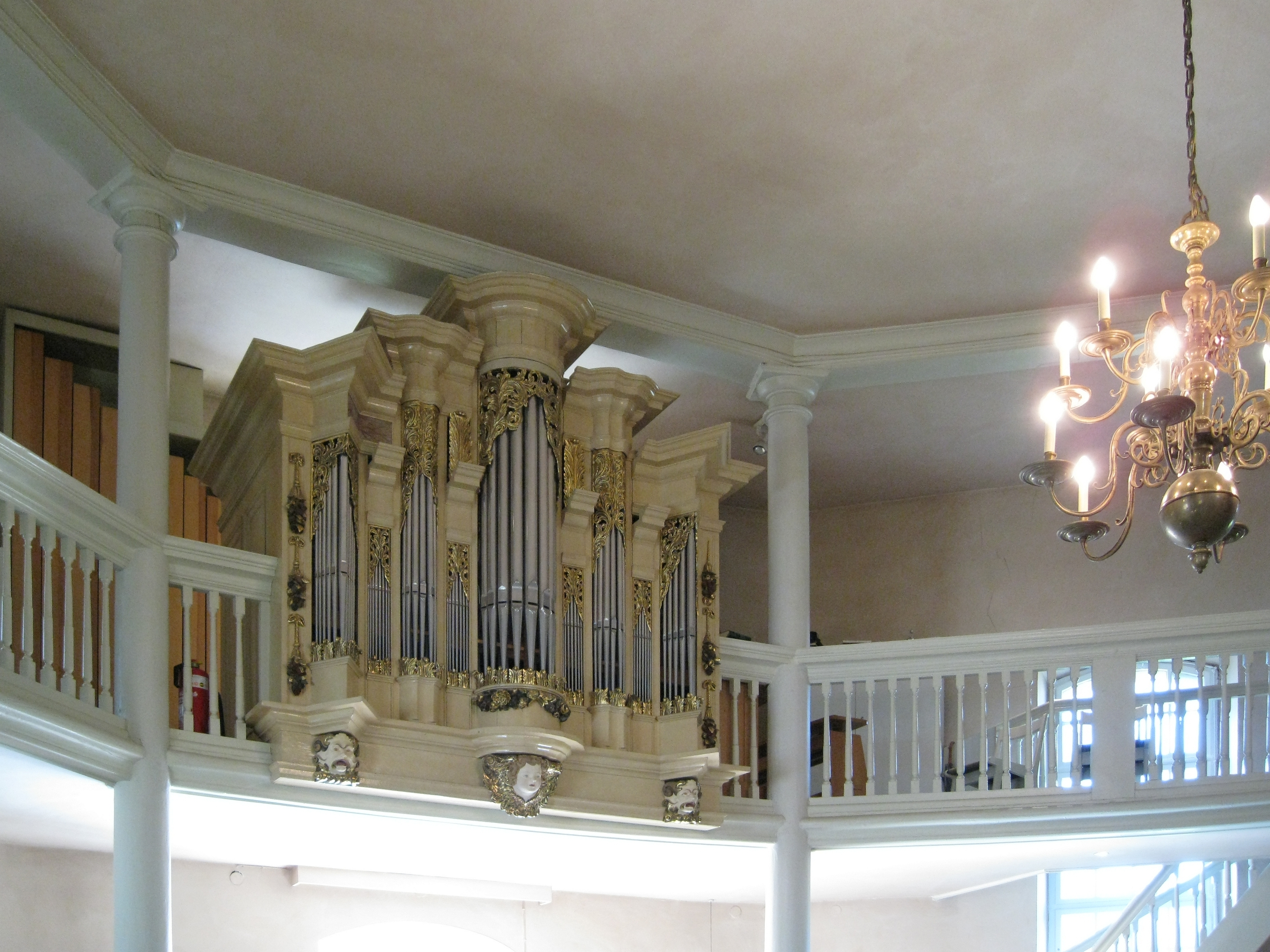
Schuke-Orgel von 1991

Die alten Einbauten fehlten beim Wiederaufbau. Bei der Umwandlung zum Gemeindehaus hatte die Kirchenleitung Orgel und Kanzelaltar einer Gemeinde bei Züllichau in der Neumark übereignet. Die Neugestaltung erfolgte in Anlehnung an die historische Aufteilung mit umlaufenden Emporen, die auf einem inneren Säulenkranz ruhen.
Über dem Kircheneingang steht eine 1991 gebaute Orgel mit einem um 1720 entstandenen fränkischen Barockprospekt. Sein Platz war einst in der zerstörten Berliner Dreifaltigkeits-Kirche. Im Bereich des Altars wurde die Empore unterbrochen, um dem Raum genügend Weite zu geben.
Der heutige Holzaltar wird von zwei etwa 1480 beidseitig bemalten Altarseitenflügeln aus der Berliner Klosterkirche eingerahmt. An den Wänden befinden sich seit den 1950er Jahren elf aus der Zeit von 1577 bis 1646 stammende Tafelbilder, die sich ursprünglich in der ehemaligen Heilig-Geist-Kapelle befanden. Die Dorfkirche besitzt heute einen Reichtum an Kunstwerken, wie sie ihn früher nie besaß.